# Els casos del Departament Q. L'efecte Marcus

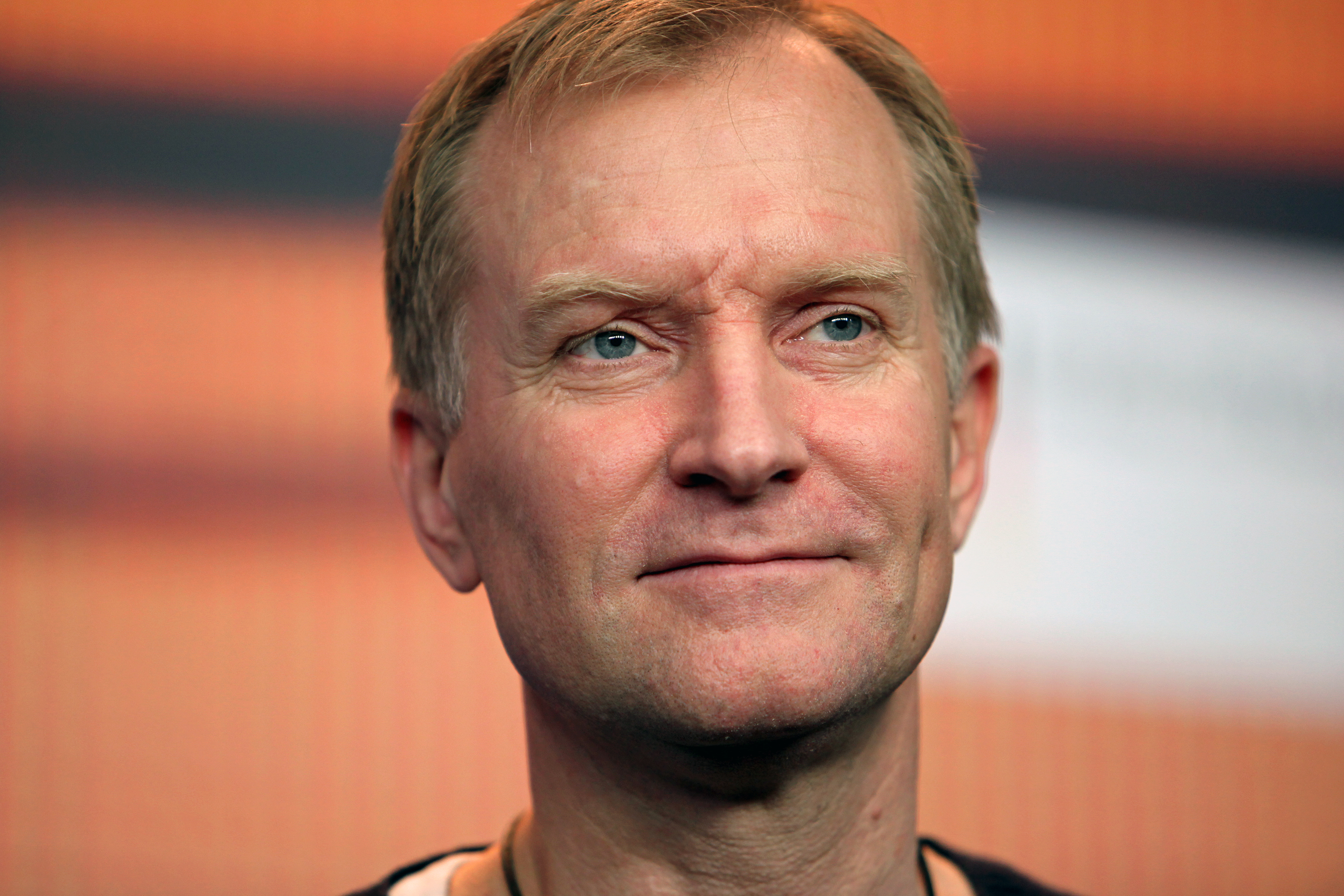
Imatge d'Ulrich Thomsen, protagonista de la pel·lícula.

Els casos del Departament Q. L'efecte Marcus (títol original, Marco effekten) és una pel·lícula thriller germanodanesa dirigida per Martin Zandvliet i estrenada el 2021. És la cinquena pel·lícula basada en les vuit novel·les policíaques de Jussi Adler-Olsen. El rodatge va tenir lloc a Praga. S'ha doblat i subtitulat al català.

## Sinopsi
En Marcus, un home sensesostre, és detingut per la policia. Té en el seu poder el passaport d'un funcionari, ara desaparegut, que havia estat acusat de pedofília, però que finalment l'havien deixat en llibertat. L'inspector Mørck no aconsegueix que parli en Marcus, que roman en silenci i sembla traumatitzat. Aleshores, el sensesostre fuig.

## Repartiment
- Ulrich Thomsen: Carl Mørck
- Zaki Youssef: Assad
- Sofie Torp: Rose
- Anders Matthesen: Teis Snap
- Luboš Oláh: Marco
- Henrik Noël Olesen: Marcus Jacobsen
- Thomas W. Gabrielsson: Hardy
- Lisa Carlehed: Mona
- Caspar Phillipson: Rene Eriksen
- Louise Gammelgaard: Jeanne
- Mads Reuther: Gordon